# Ficus bussei
Ficus bussei är en mullbärsväxtart som beskrevs av Otto Warburg, Gottfried Wilhelm Johannes Mildbraed och Burret. Ficus bussei ingår i släktet fikonsläktet, och familjen mullbärsväxter. Inga underarter finns listade i Catalogue of Life.